# Dikè
Dikè was in de Griekse mythologie de godin van het recht. Zij was een van de dochters van Zeus en Themis.
Ze werd als sterveling geboren en Zeus plaatste haar op Aarde. Dit bleek echter niet te werken en hij zag zich genoodzaakt haar weer terug te nemen op Olympus.
Dikè was een der Horae (Horen).